# Maximilian Anton Karl Baillet de Latour
El Conde Maximilian Anton Karl Baillet de Latour (en francés: Maximilien-Antoine-Charles-Joseph Comte de Baillet de Latour; 14 de diciembre de 1737 - 22 de julio de 1806) fue un general austríaco durante las guerras de la Francia Revolucionaria.

## Biografía
Nacido en el Castillo de Latour cerca de Virton en los Países Bajos Austríacos (actual Bélgica), ingresó en el Ejército austríaco en 1755 y se distinguió en la guerra de los Siete Años. En 1772 se casó con Charlotte-Sophie de Guérin de La Marche (fallecida en 1806); su hijo, el Conde Theodor Franz Baillet von Latour, fue ministro de guerra austriaco durante las Revoluciones de 1848, y fue asesinado durante el alzamiento de Viena. Su hermano, el Conde Ludwig Wilhelm Anton Baillet de Latour-Merlemont (1753-1836), fue también general en el servicio austríaco, hasta 1810, cuando renunció, y se unió a la Grande Armée de Napoleón.
Latour alcanzó el rango de Generalmajor en 1782. En el curso de la revolución de 1789 que llevó a la proclamación de los autónomos Estados Unidos de Bélgica, Latour fue elevado al rango de Feldmarschall-Leutnant. Sus tropas ocuparon el Ducado de Luxemburgo y jugaron un papel significativo en recuperar las provincias rebeldes para finales de 1790, que le mereció obtener la Orden Militar de María Teresa. A partir de 1792 Latour luchó como comandante austríaco en las guerras de la Primera y Segunda Coalición. En 1805 el emperador Francisco I de Habsburgo lo nombró presidente del Hofkriegsrat, Latour sin embargo murió poco después en Viena.
- Datos: Q84514